# Francesco Sacrati (compositore)
Francesco Sacrati (Parma, 1605 – Modena, 20 maggio 1650) è stato un compositore italiano.
Battezzato il 17 settembre 1605, poco si sa sulla sua gioventù e formazione musicale. Negli '40 del Seicento fu attivo a Venezia come operista, dove collaborò per tutto il periodo veneziano con lo scenografo Giacomo Torelli. Probabilmente fece parte dell'Accademia dei Discordanti, una compagnia operistica che teneva spettacoli a Bologna. Sempre in questa città fu maestro di cappella dei musici di Bologna, i quali nel 1648 rappresentarono la sua opera La finta pazza a Reggio Emilia. L'anno successivo Sacrati acquisì la direzione della cappella della cattedrale di Modena, posizione che tenne sino alla morte che lo colse l'anno successivo.
Sacrati fu molto stimato dai contemporanei, soprattutto del principe Mattia de' Medici. Tra le opere si ricorda in particolare La finta pazza, il suo primo dramma noto, dato a Venezia il 14 gennaio 1641 con Anna Renzi ed Atto Melani in occasione dell'inaugurazione del Teatro Novissimo e successivamente ripreso più volte: questo lavoro fu inoltre la prima opera italiana ad essere rappresentata in Francia (Parigi, dicembre 1645). Il manoscritto di quest'opera, considerato perduto, è stato riscoperto dal musicologo Lorenzo Bianconi nel 1984. Alcune parti della musica mostrano analogie sorprendenti con L'incoronazione di Poppea, tradizionalmente attribuita a Monteverdi, ciò che ha spinto alcuni studiosi a ipotizzare che Sacrati abbia avuto un ruolo nel comporre la versione dell'opera a noi giunta.

## Composizioni

### Opere
- La finta pazza (drama, libretto di Giulio Strozzi, 1641, Venezia)[5]
- Il Bellerofonte (drama musicale, libretto di Vincenzo Nolfi, 1642, Teatro Novissimo di Venezia)
- Venere gelosa (drama, libretto di Niccolò Enea Bartolini, 1643, Teatro Novissimo di Venezia; attr. a Sacrati da Cristoforo Ivanovich)
- Proserpina rapita (libretto di Giulio Strozzi, Venezia, 1644)[6]
- L'Ulisse errante (opera musicale, libretto di Giacomo Badoaro, 1644, Teatro Santi Giovanni e Paolo di Venezia)
- La Semiramide in India (dramma, libretto di Maiolino Bisaccioni, 1648, Teatro San Cassiano di Venezia; attr. a Sacrati da Cristoforo Ivanovich)
- L'isola di Alcina (tragedia, libretto di Fulvio Testi, da Ludovico Ariosto, 1648, Bologna)
- Ergasto (1650)

### Altri lavori
- Varie arie

Nell'indice della Livraria de Musica di Giovanni IV di Portogallo sono ricordati due suoi libri di Madrigali, dei quali però non s'è rinvenuta altra traccia:
- Madrigali per 2-4 voci, libro primo
- Madrigali per 1-4 voci, libro primo